# Horse Tales : La Vallée d'Émeraude
Horse Tales : La Vallée d'Émeraude est un jeu vidéo développé par Microids.
Il se joue dans un monde ouvert et propose une simulation de vie de jeune cavalière arrivée dans un domaine familial en ruines.